# Заяц-русак
За́яц-руса́к (лат. Lepus europaeus) — млекопитающее рода зайцев отряда зайцеобразных.

## Внешний вид

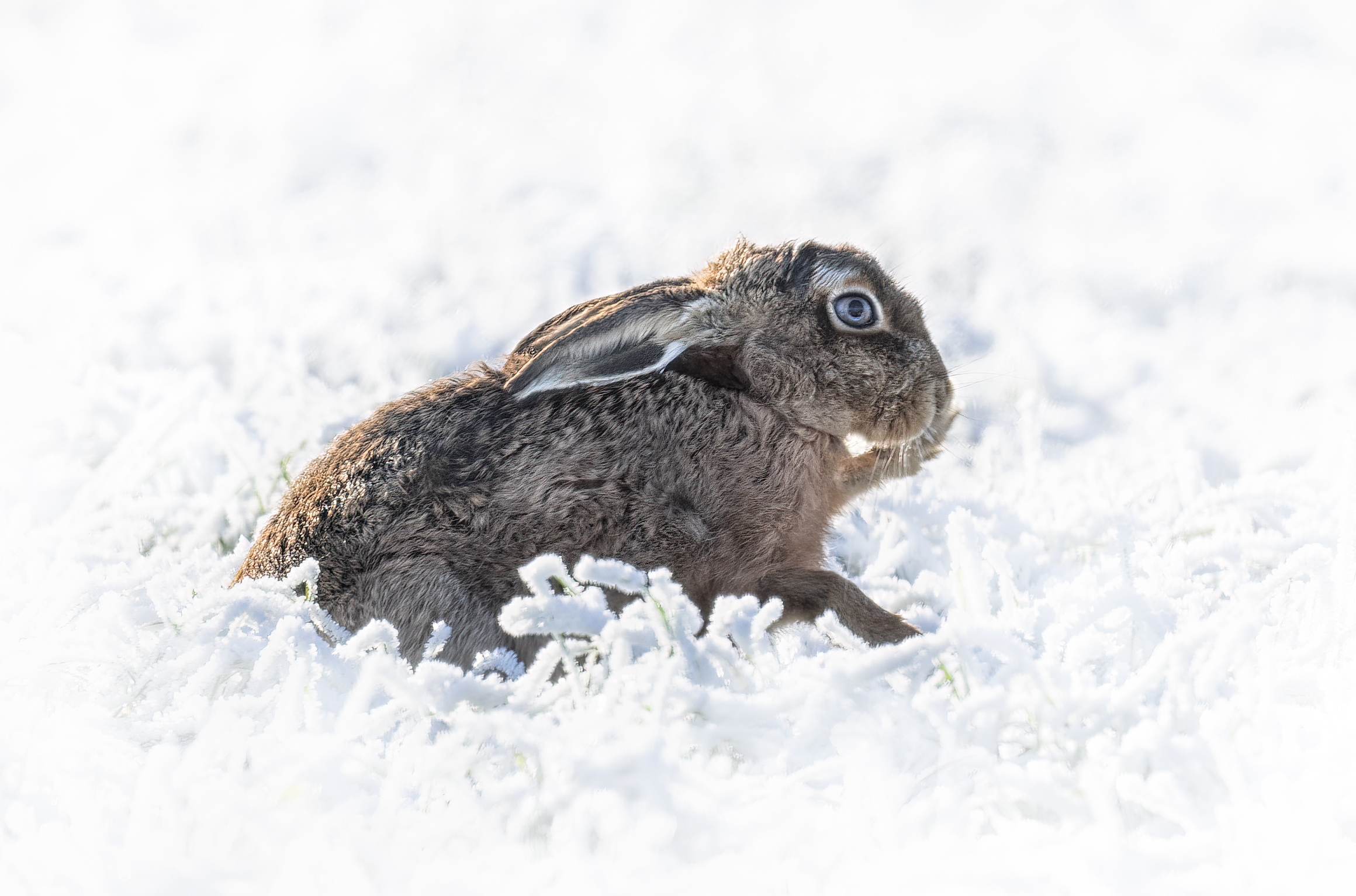
Русак на фоне снега

Относится к крупным зайцам: длина тела 57—68 см; масса 4—6 кг, редко — до 7 кг. Самые крупные особи встречаются на севере и северо-востоке ареала. Телосложение хрупкое. Внешне русак хорошо отличается от беляка более длинными ушами (9,4—14 см), длинным клиновидным хвостом (7,2—14 см длиной) чёрного или чёрно-бурого цвета сверху. Глаза красновато-коричневые. Задние конечности длиннее, чем у беляка, но передние короче и уже (длина ступни 13,6—18,5 см), поскольку русак обитает в регионах, где снеговой покров сравнительно неглубокий и твёрдый. Эти виды отличаются друг от друга и по форме зимних экскрементов: у беляков они выглядят как приплюснутые шарики, а у русаков — немного вытянутые, яйцевидной формы, с меньшим диаметром.
Летняя окраска бывает охристо-серая, бурая, коричневая, охристо-рыжая или оливково-бурая, разных оттенков. Характерны крупные тёмные пестрины, образованные концами волос подшёрстка. Концы остевых волос охристые. Шерсть русака блестящая, шелковистая, заметно извитая. Бока окрашены светлее спины; живот белый, без ряби. Вокруг глаз белые кольца. Кончики ушей круглый год чёрные. Зимний мех немногим светлее летнего (в отличие от беляков, русаки никогда не бывают зимой белоснежными); голова, кончики ушей и передняя часть спины и зимой остаются тёмными. Половой диморфизм в окраске отсутствует. В кариотипе 48 хромосом.

### Линька
Как и у всех зайцев, линька у русаков проходит весной и осенью. Весенняя линька обычно начинается во второй половине марта и длится 75—80 дней, заканчиваясь к середине мая. Наиболее бурно она протекает в апреле, когда шерсть выпадает клочьями. Общее направление весенней линьки — от головы к хвосту. Осенью летние волосы постепенно выпадают, и им на смену подрастает густой и пышный зимний мех. Направление осенней линьки обратно направлению весенней — она начинается с бёдер, затем переходит на круп, хребет, передние лапы и бока. Дольше всего летний мех остаётся на спине и около глаз. Начало линьки обычно приходится на сентябрь; заканчивается она в конце ноября, хотя при тёплой погоде может затянуться до декабря.

## Ареал
Русак — исконно степное животное Европы, Передней и Малой Азии и Северной Африки. Его расселение на север, вероятно, началось не раньше середины четвертичного периода. В настоящее время он распространён в степях, лесостепях, тундрах и малооблесённых областях лесной зоны Европы, на севере до Ирландии, Шотландии, южной Швеции и Финляндии, на юге — до Турции, Закавказья, Ирана, севера Аравийского полуострова, Северной Африки, северного Казахстана. Ископаемые остатки известны из плейстоценовых отложений Азербайджана и Крыма.
В пределах России водится по всей Европейской части страны до северных побережий Ладожского и Онежского озёр, Северной Двины; далее граница распространения идёт через Киров, Пермь, огибая Уральские горы, через Курган до Павлодарской области Казахстана. Южная граница проходит через Закавказье, Прикаспий, Устюрт, северное Приаралье до Караганды. Акклиматизирован в ряде районов Южной Сибири (предгорные районы Алтая, Салаира и Кузнецкого Алатау). Выпускался в Алтайском и Красноярском краях, в Новосибирской, Кемеровской, Иркутской и Читинской областях. Акклиматизирован на Дальнем Востоке: в Хабаровском крае выпущен в 1963—1964 годах (Еврейская АО), в 1965 году — в Приморском крае (Уссурийский и Михайловский районы). В Бурятии попытки акклиматизации не увенчались успехом.
Искусственно расселялся в Северной Америке. Так, русак был завезён в штат Нью-Йорк в 1893 году и в 1912 году — в провинцию Онтарио (Канада). Сейчас водится, в основном, в районе Великих озёр. Завозился также в Центральную и Южную Америку; был акклиматизирован в Новой Зеландии и южных районах Австралии, где превратился во вредителя.

## Образ жизни

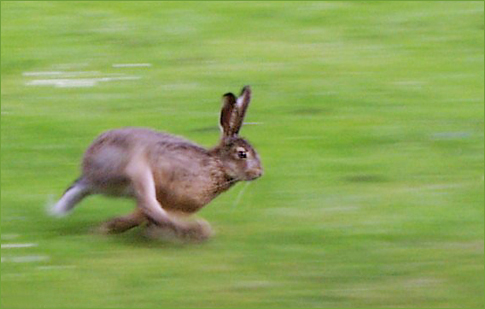
Бегущий заяц-русак

Обитатель открытых пространств, лесостепных, степных, пустынно-степных ландшафтов. Основные его места обитания в лесной зоне — открытые места: поля, луга, опушки, обширные вырубки, поляны, гари. В глубине хвойных массивов встречается редко, более обычен в лиственных лесах, хотя и здесь предпочитает редколесье. Особенно любимы русаком участки, где сельскохозяйственные угодья чередуются с небольшими перелесками, зарослями кустарников и сетью оврагов и балок. В лесостепной и степной зонах встречается по балкам, поймам рек, по залежам и посевам зерновых культур. В горах водится до альпийского пояса, обитая не только по горным степям, но и в лесах. Летом поднимается в горах до 1500—2000 м, зимой спускается вниз. Повсеместно тяготеет к населённым пунктам (особенно в зимнее время), а также к водоёмам.
В норме русак — оседлый территориальный зверь. В зависимости от кормности местообитания он может постоянно держаться на одном участке, занимающем 30—50 га. В других районах русаки совершают ежедневные кочёвки от мест лёжек к местам кормления, проходя по десятку километров. Имеют место также сезонные перемещения; осенью и зимой русак часто переселяется поближе к населённым пунктам, окраинам лесов и на возвышенные участки, где меньше снега. В горах они осенью спускаются в поймы рек, а весной поднимаются обратно в горы. При неблагоприятных условиях (высокий снежный покров, ледяная корка), мешающих добывать корма из-под снега, наблюдаются массовые откочёвки. В южных районах перемещения русаков отмечены в весенне-летний период и связаны с хозяйственной деятельностью человека.
Активны русаки преимущественно в сумеречные и ночные часы. Только в период гона повсеместно наблюдается дневная активность. Наибольшая активность приходится на первую половину ночи и на предутренние часы. За одну жировку русак проходит до нескольких километров; звери, живущие на открытых участках, обычно проходят больше, чем селящиеся у лесных опушек и в кустарнике. При неблагоприятных условиях русак может по нескольку дней не выходить на жировку. Лёжка русака в летнее время — это, как правило, просто небольшая ямка, выкопанная под прикрытием куста, поваленного дерева или куртины высокой травы. Часто просто залегает под кустом или в полевой меже. Постоянных нор не устраивает, иногда роет временные дневные норы при сильной жаре. Может отдыхать в заброшенных норах барсуков, лисиц и сурков. Расположение убежищ русака зависит от времени года и погодных условий. Весной лёжки чаще располагаются на прогреваемых местах; в дождливую погоду русак держится по более сухим возвышенностям, а в сухую, напротив, в низинах. Зимой лёжка устраивается на снегу в закрытом от ветра месте; в районах с глубоким снегом русаки иногда роют норы длиной до 2 м. Часто русаки залегают осенью и зимой в стогах, у строений на окраинах населённых пунктов.
Бегает русак быстрее беляка; его прыжки длиннее. На коротком расстоянии способен развить скорость бега до 50—60 км/ч по прямой. Путает следы. Неплохо умеет плавать. Как и все зайцы, русаки — тихие звери; только будучи пойманными или ранеными, они издают высокий пронзительный крик. Самка зовёт зайчат, издавая тихие звуки. Потревоженный русак щёлкает зубами, как это делают многие грызуны. Другой вид коммуникации — перестук лапами, похожий на стук в барабан.

### Питание
В летнее время русак питается растениями, молодыми побегами деревьев и кустарников. Чаще всего съедает листья и стебли, но может выкапывать и корни; во второй половине лета поедает семена (способствует их распространению, так как не все семена перевариваются). Состав кормов летнего рациона весьма разнообразен — различные дикорастущие (одуванчик, цикорий, пижма, птичий горец, сурепка, клевер, люцерна) и культурные (подсолнечник, гречиха, злаки) растения. Охотно поедает овощные и бахчевые культуры.
Зимой, в отличие от беляка, продолжает кормиться семенами и ветошью трав, озимыми, остатками огородных культур, выкапывая их из-под снега. При глубоком снеговом покрове переходит на питание древесной и кустарниковой растительностью (побеги, кора). Охотнее всего объедает клён, дуб, лещину, ракитник, а также яблони и груши; осину и иву, излюбленные беляком, потребляет реже. Заячьи зимние копанки любят посещать серые куропатки, которые не способны разрыть снег сами.

### Размножение

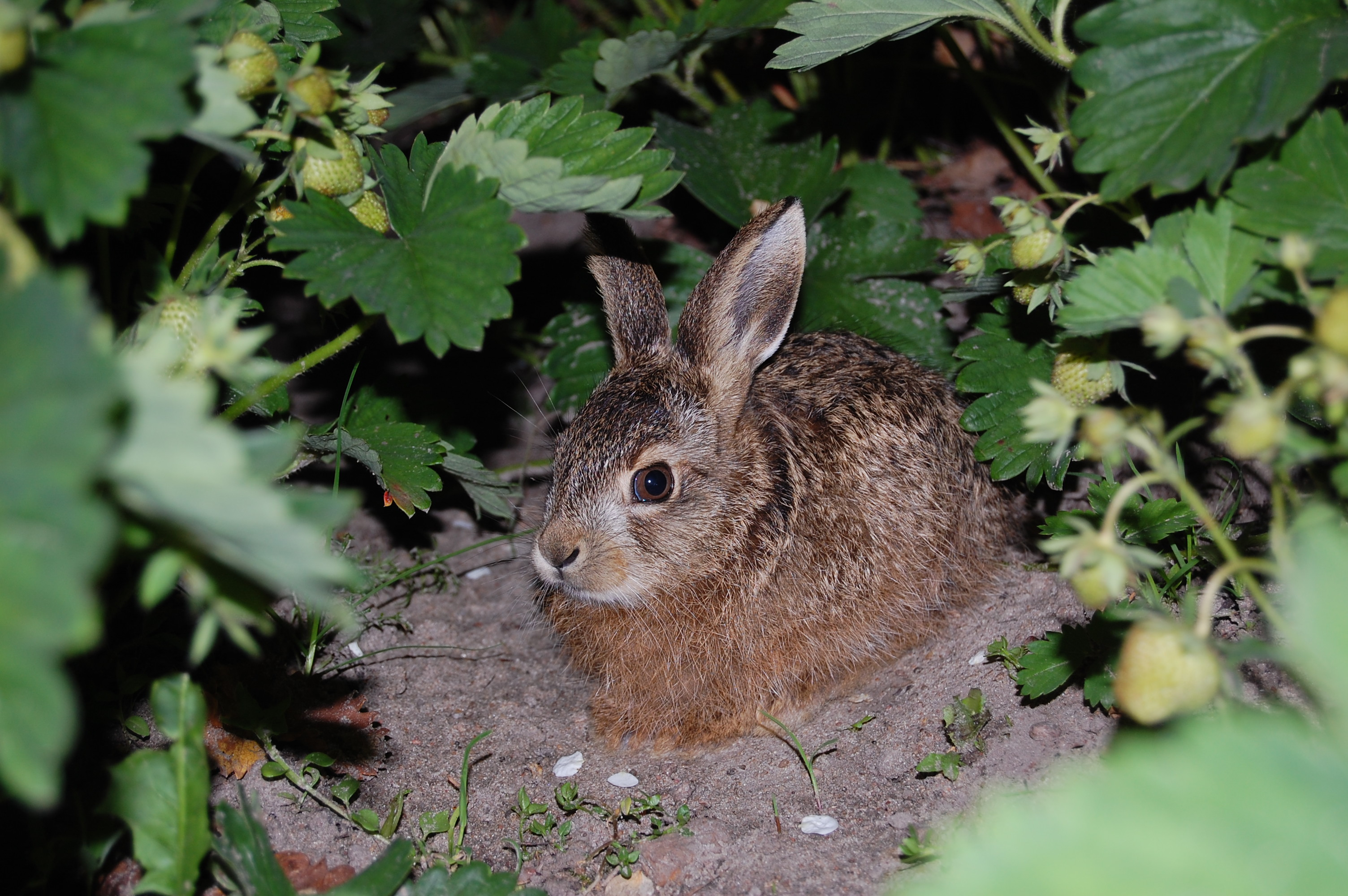
Молодой заяц-русак

Длительность и сроки сезона размножения русаков разнятся в зависимости от части ареала. Так, в Западной Европе он обычно длится с марта по сентябрь; за это время около 75 % самок успевают принести по 4 выводка, а в годы с тёплой зимой и ранней весной — и по 5. В благоприятных климатических условиях гон продолжается весь год, и первые зайчата появляются уже в январе. На севере ареала выводков 1—2. В средней полосе России первый гон проходит в конце февраля — марте (самцы активны с января), второй — в апреле — начале мая, третий — в июне. Беременность длится 45—48 дней, таким образом первые зайчата появляются в апреле — начале мая, второй выводок — в конце мая — июне (пик размножения), третий — в августе. Повторно зайчихи спариваются сразу же после родов, а иногда и до них. В целом, гон у русаков проходит не столь дружно, как у беляков, так что беременных самок и зайчат можно встретить раньше и позже обычных сезонов.
Количество зайчат в выводке колеблется от 1 до 9. На величину выводка влияют многие условия. В целом, выводки крупнее в районах, где у зайцев меньше репродуктивных циклов. Зимние, ранневесенние и осенние выводки меньше летних — в них по 1—2 зайчонка. Больше всего зайчат приносят самки среднего возраста. Перед родами самки устраивают примитивные гнёзда из травы, выкапывают ямки или, в жарком климате, неглубокие норы. Зайчата рождаются зрячими и покрытыми мехом, весом 80—150 г. Самка приходит кормить потомство раз в сутки, а иногда и реже — до 1 раза в 4 дня. С 5 дня жизни зайчата начинают перемещаться вблизи места рождения; к 2 неделям достигают веса 300—400 г и уже активно едят траву, а в 3—4 недели становятся самостоятельными. Известны случаи кормления зайчихами чужих зайчат при условии, что они того же возраста, что и её собственные, но это наблюдается реже, чем у беляка. Половозрелости русаки обычно достигают только на следующую весну; очень редко, в западных частях ареала, самки приступают к размножению в то же лето. Известны гибриды русаков с беляками — тумаки. Их находили в природе, а также получали при содержании зайцев в зоопарке. При содержании в неволе тумаки способны размножаться.

## Возраст
Продолжительность жизни зайца-русака составляет 6—7 лет (в исключительных случаях отдельные особи доживали до 10—12 лет), однако большая часть представителей вида живёт не более 4—5 лет. Возраст зайца определяется по методу Штроха: передняя лапка зайца сгибается под прямым углом и через шкурку прощупывается наличие или отсутствие, а также размеры хрящевого утолщения на окончании локтевой кости, на 1—2 см выше сгиба: у молодого зайца хрящевая ткань сильно утолщена и без труда прощупывается через кожу — за счёт этого хряща идёт рост кости животного, а со времени окостенения хряща прекращается и рост конечностей.

## Численность и значение для человека

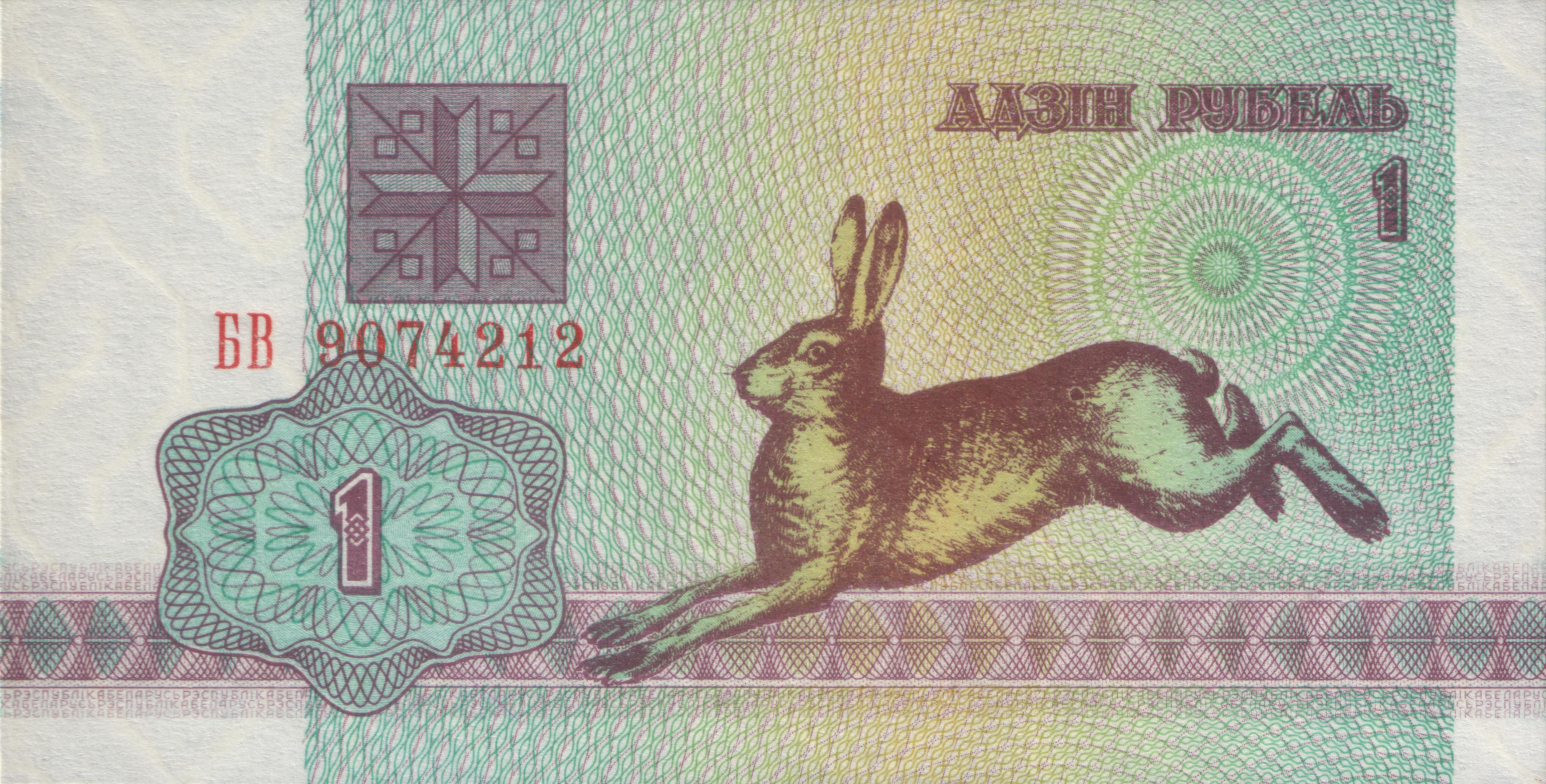
Белорусская купюра 1 рубль «зайчик», 1992

В целом заяц-русак — самый обычный вид, чья численность в некоторые годы достигает многих миллионов особей. Численность испытывает значительные изменения по годам в зависимости от разнообразных факторов: эпизоотий, бескормицы и др., однако они не такие резкие, как у беляка. На юге ареала колебания бывают чаще и беспорядочнее.

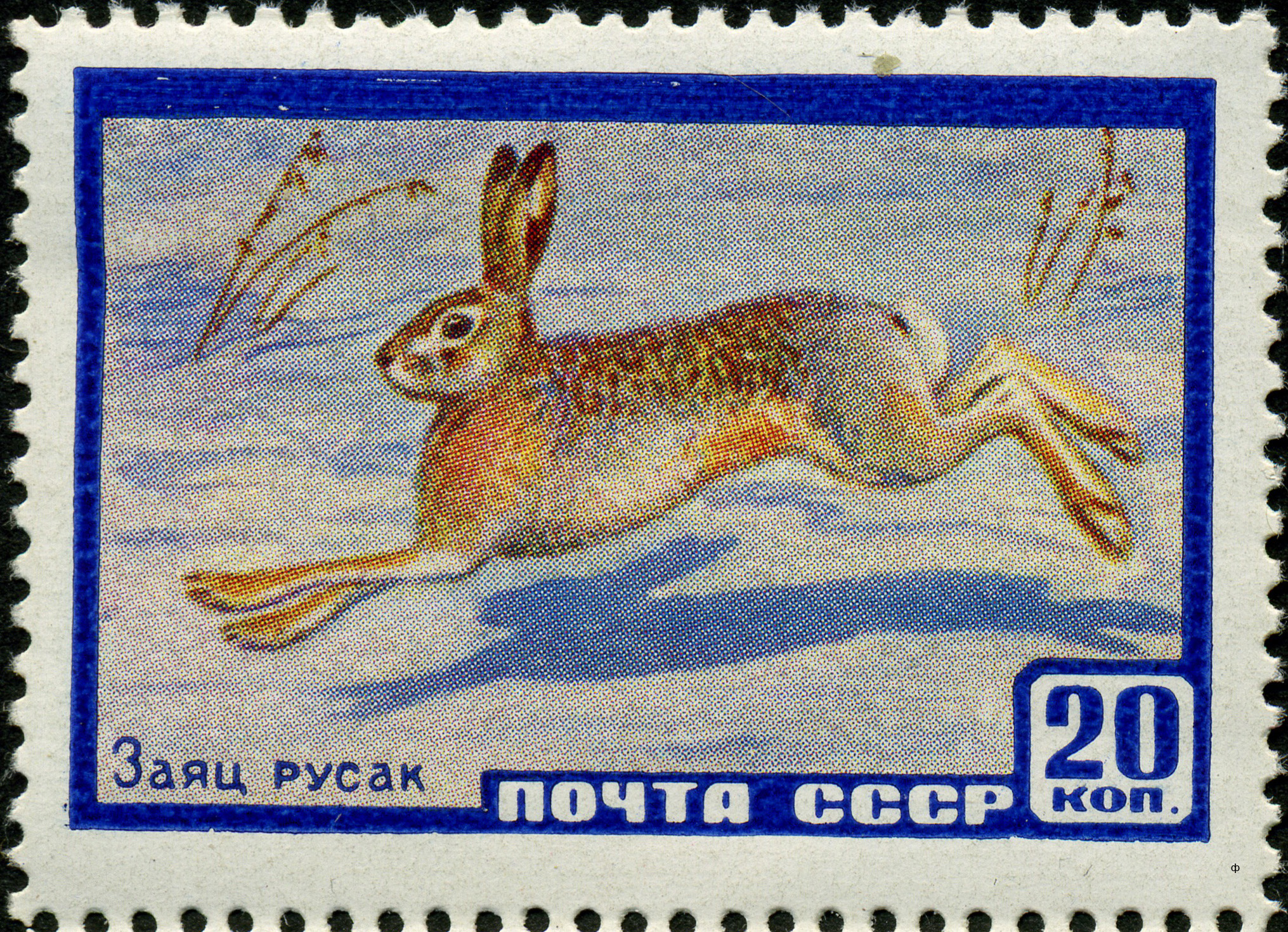
Заяц русак на почтовой марке СССР, 1960

Русак является ценным промысловым животным, объектом любительской и спортивной охоты. Ежегодно добывается в значительном количестве ради мяса и шкурок. Шкурки используют преимущественно как ценное сырьё для получения высококачественного фетра, реже — для некоторых видов меховых изделий.
Может вредить озимым посевам, фруктовым садам и питомникам: за одну ночь заяц может обглодать 10—15 фруктовых деревьев. В Аргентине, Австралии и, в меньшей степени, в Северной Америке интродуцированные русаки являются вредителями сельского хозяйства. Русаки переносят ряд заболеваний. Хотя они, в отличие от беляков, менее подвержены заболеваниям лёгочно-глистной болезнью и реже заражаются печёночными трематодами, среди них широко распространён кокцидиоз, особенно среди молодняка. Массовая смертность от этой болезни бывает в возрасте от 5 недель до 5 месяцев. Известны эпизоотии пастереллёза, туляремии, свиного бруцеллёза и других инфекционных заболеваний; является переносчиком токсоплазмоза. Русаки чаще, чем беляки, страдают от неблагоприятных условий погоды. Особенно губительны для них многоснежные, вьюжные зимы, не позволяющие зайцам нормально кормиться, и неустойчивые вёсны с чередующимися оттепелями и заморозками, во время которых гибнут ранние выводки. Некоторую роль в изменениях численности играют хищники. На русаков охотятся лисы, волки, рыси, орлы.